# Lac-Mégantic
Lac-Mégantic je město v administrativním regionu Estrie v provincii Québec v Kanadě. V roce 2011 zde žilo 5 932 obyvatel. S celkovou rozlohou 25,2 km² byla hustota zalidnění 272,5 obyvatel na km².
V červenci 2013 zde uprostřed města vykolejil a explodoval vlak převážející ropu.